# Centro Comercial El Valle
El Centro Comercial El Valle es un centro comercial en la Parroquia El Valle en el sureste del Municipio Libertador en el Distrito Capital y al oeste del Distrito Metropolitano de Caracas, en el centro norte del país sudamericano de Venezuela.
Se trata de una estructura de varios niveles con acceso a la Plaza Bolívar del Valle y dos entradas a la estación de la Línea 3 del Metro de Caracas, en la Estación El Valle.  Se localiza entre la avenida intercomunal de El Valle, la Calle Cajigal y la Calle Palmar. A pocos metros se encuentra la Iglesia Nuestra Señora de la Encarnación de El Valle, así como los complejos habitacionales a su alrededor. Posee todo tipo de tiendas de comida, ropa, bancos, cines, farmacias, gimnasios, centros de salud y servicios.